# Kłodnica (gmina w województwie katowickim)
Kłodnica – dawna gmina wiejska istniejąca w latach 1922–1943 (1945) w woj. śląskim i katowickim (dzisiejsze woj. śląskie). Siedzibą władz gminy była Kłodnica (obecnie jest to część dzielnicy Halemba w Rudzie Śląskiej).
Jako gmina jednostkowa gmina Kłodnica funkcjonowała za II Rzeczypospolitej od 22 czerwca 1922 w powiecie katowickim w woj. śląskim; 1 lipca 1924 roku wcielono do niej część obszaru dworskiego Halemba. W związku z reformą gminną po II wojnie światowej gminę jednostkową Kłodnica włączono 1 grudnia 1945 do gminy Halemba, choć było to zaledwie potwierdzenie zmiany wykonanej już 1 kwietnia 1943 przez okupanta niemieckiego (włączenie do gminy jednostkowej Halemba).
W Dzienniku z 1951 mówiącym o utworzeniu powiatu miejskiego Nowy Bytom istnieje niefortunny zapis o składzie tegoż powiatu: miastach Nowy Bytom i Wirek oraz zniesionych gminach Bielszowice, Bykowina, Halemba, Kłodnica i Kochłowice, tak jakby wszystkie te gminy miały być zniesione w 1951 roku, choć zniesienie w 1951 roku nie dotyczyło gminy Kłodnica (nie powinno o niej było wspominać skoro od 1 grudnia 1945 była częścią gminy Halemba). Zamieszania przysparza jeszcze fakt, iż w tym samym rozporządzeniu zniesiono jeszcze kilka innych gmin, a które opisano identycznym wyrażeniem. W rzeczywistości gmina Kłodnica  nie funkcjonowała od jej zniesienia 1 grudnia 1945 i nie figuruje już na późniejszych spisach i mapach. (Porównaj też: Brzęczkowice (gmina)).